# M8 (Стамбульський метрополітен)
Лінія M8 або М8 Бостанджи-Парселлер (тур. M8 Bostancı-Parseller) — лінія Стамбульського метрополітену в анатолійській частині Стамбула, Туреччина.
Сполучає залізничну станцію Бостанджи на південному узбережжі анатолійської сторони з Парселлером в районі Умраніє. 
Має довжину 14,2 км з 13 станціями. 
Була відкрита для експлуатації 6 січня 2023 року. 

Це повністю автоматична безпілотна лінія метро; всі станції типу горизонтальний ліфт і знаходяться повністю під землею. 

## Станції
| №  | Станція         | Район    | Пересадка                                               | Тип      | Примітки                                                                |
| -- | --------------- | -------- | ------------------------------------------------------- | -------- | ----------------------------------------------------------------------- |
| 1  | Бостанджи       | Малтепе  | ・ (залізнична станція Бостанджи)・ (поромний термінал) | Підземна | Поромний термінал Бостанджи・Лунапарк Бостанджи                         |
| 2  | Емін Алі Паша   | Кадикьой |                                                         | Підземна | Мечеть Еміна Алі Паші, вулиця Семсеттін Гуналтай                        |
| 3  | Айшекадин       | Кадикьой |                                                         | Підземна | Мечеть Еміна Алі Паші, вулиця Семсеттін Гуналтай                        |
| 4  | Коз'ятаги       | Аташехір | Коз'ятаги                                               | Підземна | ТЦ Коз'ятаги                                                            |
| 5  | Кючюкбаккалкьой | Аташехір |                                                         | Підземна | кампус університету Аджибадем                                           |
| 6  | Ічеренкьой      | Аташехір |                                                         | Підземна | Ataşehir Sebze ve Meyve Hali・İETT Anatolian Garage                     |
| 7  | Каїшдаги        | Аташехір |                                                         | Підземна | Brandium AVM・Єреньківське митне управління                             |
| 8  | Мевлана         | Аташехір | (проєкт)                                                | Підземна | мікрорайон Єнічамлиджа                                                  |
| 9  | İMES            | Умраніє  | (будується)                                             | Підземна | İMES・Організований промисловий майданчик Дудуллу・проспект Тавукчуйолу |
| 10 | MODOKO - KEYAP  | Умраніє  |                                                         | Підземна | Modoko・KEYAP・Гай Османгазі・Проспект NATO Yolu                        |
| 11 | Дудуллу         | Умраніє  | Дудуллу                                                 | Підземна | MetroCorner AVM・проспект Алемдаг                                       |
| 12 | Гузур           | Умраніє  |                                                         | Підземна | Дога парк・Уміт парк・Шпиталь Адема Явуза・Чорноморський проспект       |
| 13 | Парселлер       | Умраніє  |                                                         | Підземна | Депо・Проспект Кесиккая・Чорноморський проспект                         |